# 보잉 307 스트라톨라이너

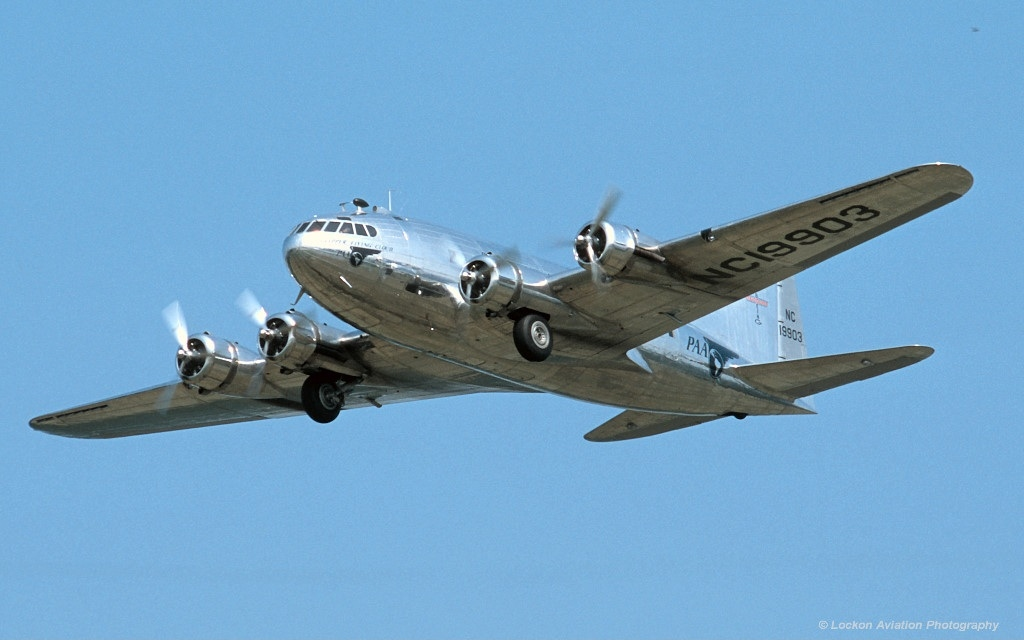

보잉 307 스트라톨라이너(Boeing Model 307 Stratoliner, 팬 아메리칸 서비스명: Strato-Clipper, USAAF 서비스명: C-75)는 보잉 B-17 플라잉 포트리스 폭격기에서 파생된 미국의 스트레스 스킨 4엔진 저익 테일휠 단일 비행기 여객기이다. 1940년 7월 상용 서비스를 시작했다. 이 여객기는 과급 엔진을 장착한 가압식 객실을 갖춘 최초의 유료 서비스 여객기로 날씨 상공에서 순항할 수 있었다. 상업 서비스에 들어갔을 때 조종사 2명, 비행 엔지니어 1명, 승무원 2명, 항해사 옵션 1명을 포함해 5~6명의 승무원이 있었고, 승객 수용 능력은 33명이었다. 나중에 개조된 승객은 처음에는 38명으로, 결국에는 60명으로 늘어났다.

## 같이 보기
- 보잉 B-17 플라잉 포트리스
- 드 하빌랜드 91 알바트로스
- 더글러스 DC-4E